# Třída Dupleix
Třída Dupleix byla třída pancéřových křižníků francouzského námořnictva. Byla to menší plavidla se slabší výzbrojí. Celkem byly postaveny tři jednotky této třídy. Ve službě byly v letech 1903–1927. Účastnily se první světové války. Jeden byl ve válce potopen a ostatní byly vyřazeny.

## Stavba
Celkem byly postaveny tři jednotky této třídy. Do služby byly přijaty v letech 1903–1904.
Jednotky třídy Dupleix:
| Jméno   | Loděnice                                       | Založení kýlu | Spuštěna    | Vstup do služby | Poznámka |
| ------- | ---------------------------------------------- | ------------- | ----------- | --------------- | --- |
| Desaix  | Forges et Chantiers de la Loire, Saint-Nazaire | listopad 1897 | březen 1901 | 1904            | Vyřazen 1927. |
| Dupleix | Arsenal de Rochefort                           | únor 1898     | duben 1900  | 1903            | Vyřazen 1922. |
| Kléber  | Forges et Chantiers de la Gironde, Bordeaux    | duben 1898    | září 1902   | 1904            | Dne 27. června 1917 se poblíž Brestu potopil na mině položené německou ponorkou SM UC-61. Zahynulo 38 členů posádky. |

## Konstrukce

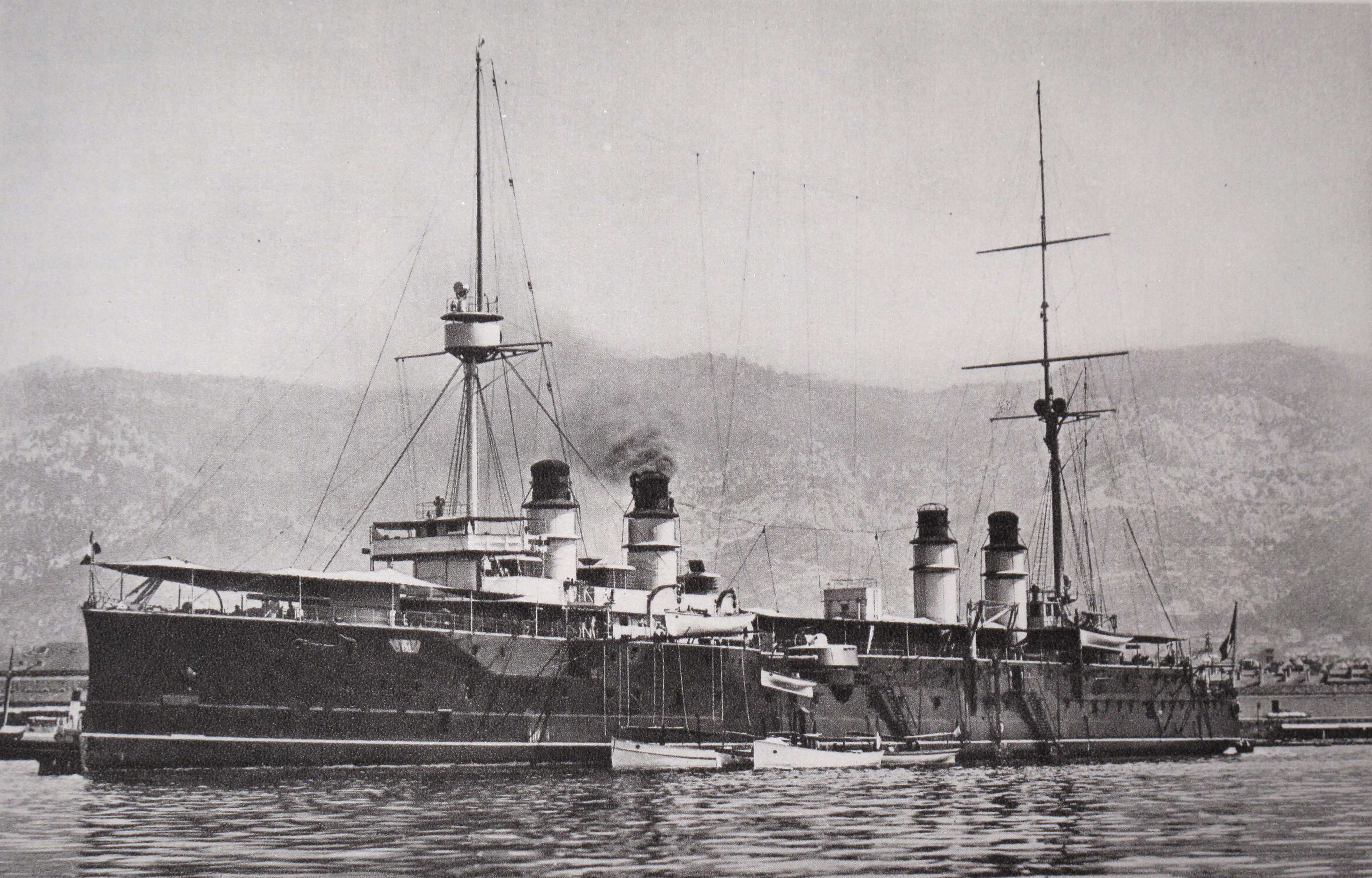
Kléber

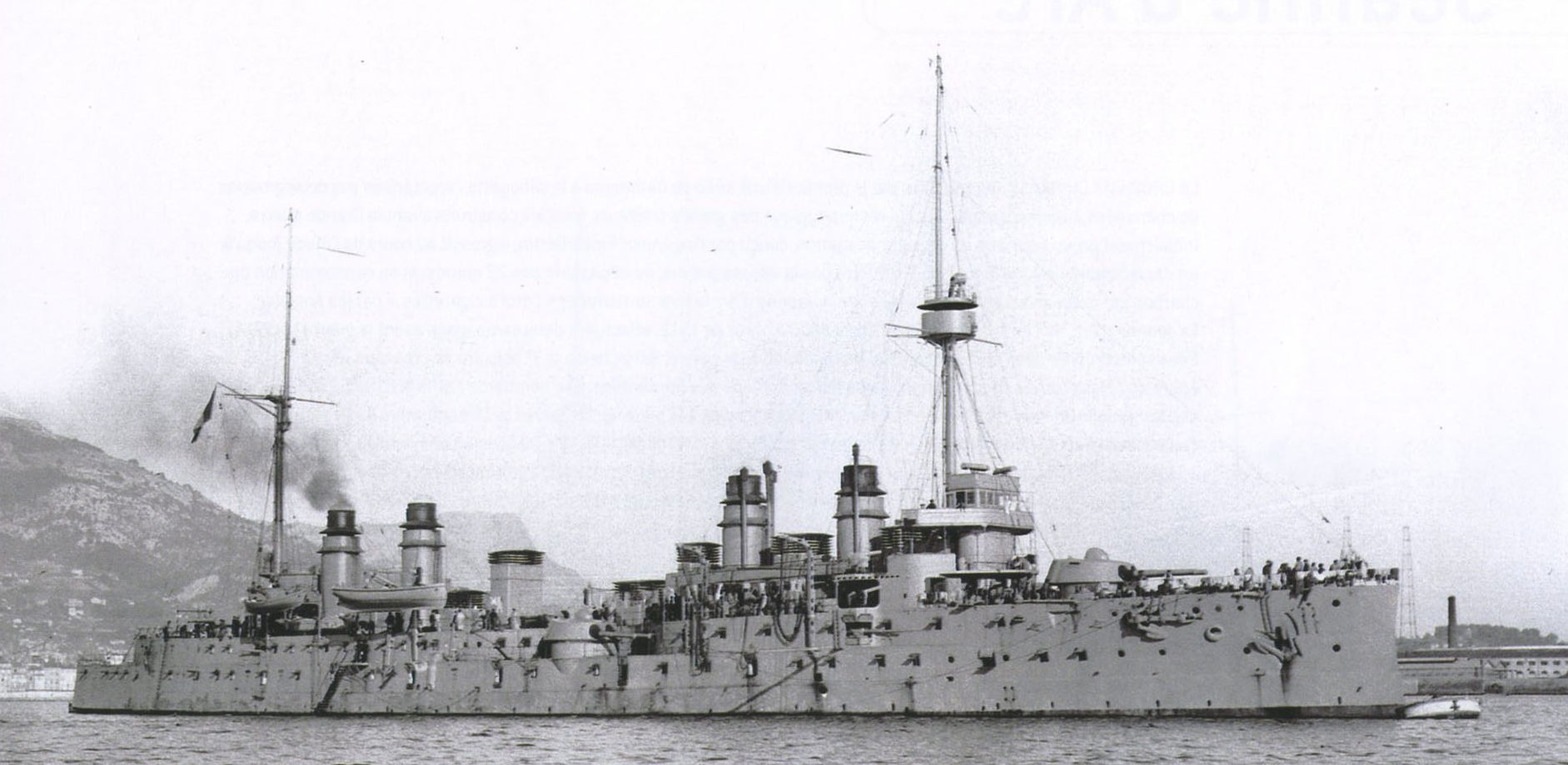
Dupleix

Na přídi trup byl malý kloun. Hlavní výzbroj tvořilo osm 164mm kanónů ve dvoudělových věžích, které doplňovaly čtyři 100mm kanóny, deset 47mm kanónů, čtyři 37mm kanóny a dva 450mm torpédomety. Pohonný systém křižníku Dupleix tvořilo 24 kotlů a tři parní stroje s trojnásobnou expanzí o výkonu 17 500 hp, pohánějící tři lodní šrouby. Nejvyšší rychlost dosahovala 21 uzlů. Dosah byl 6400 námořních mil při rychlosti 10 uzlů.